# (2135) Aristaeus
(2135) Aristaeus (1977 HA) – planetoida z grupy Apollo okrążająca Słońce w ciągu 2,02 lat w średniej odległości 1,6 au. Odkryta 17 kwietnia 1977 roku.